# آرتور فرانک ماتیوس
آرتور فرانک ماتیوس (انگلیسی: Arthur Frank Mathews; ۱ اکتبر ۱۸۶۰ – ۱۹ فوریهٔ ۱۹۴۵) نقاش، معمار، و استاد دانشگاه اهل ایالات متحده آمریکا بود.